# La Canal de Berdún

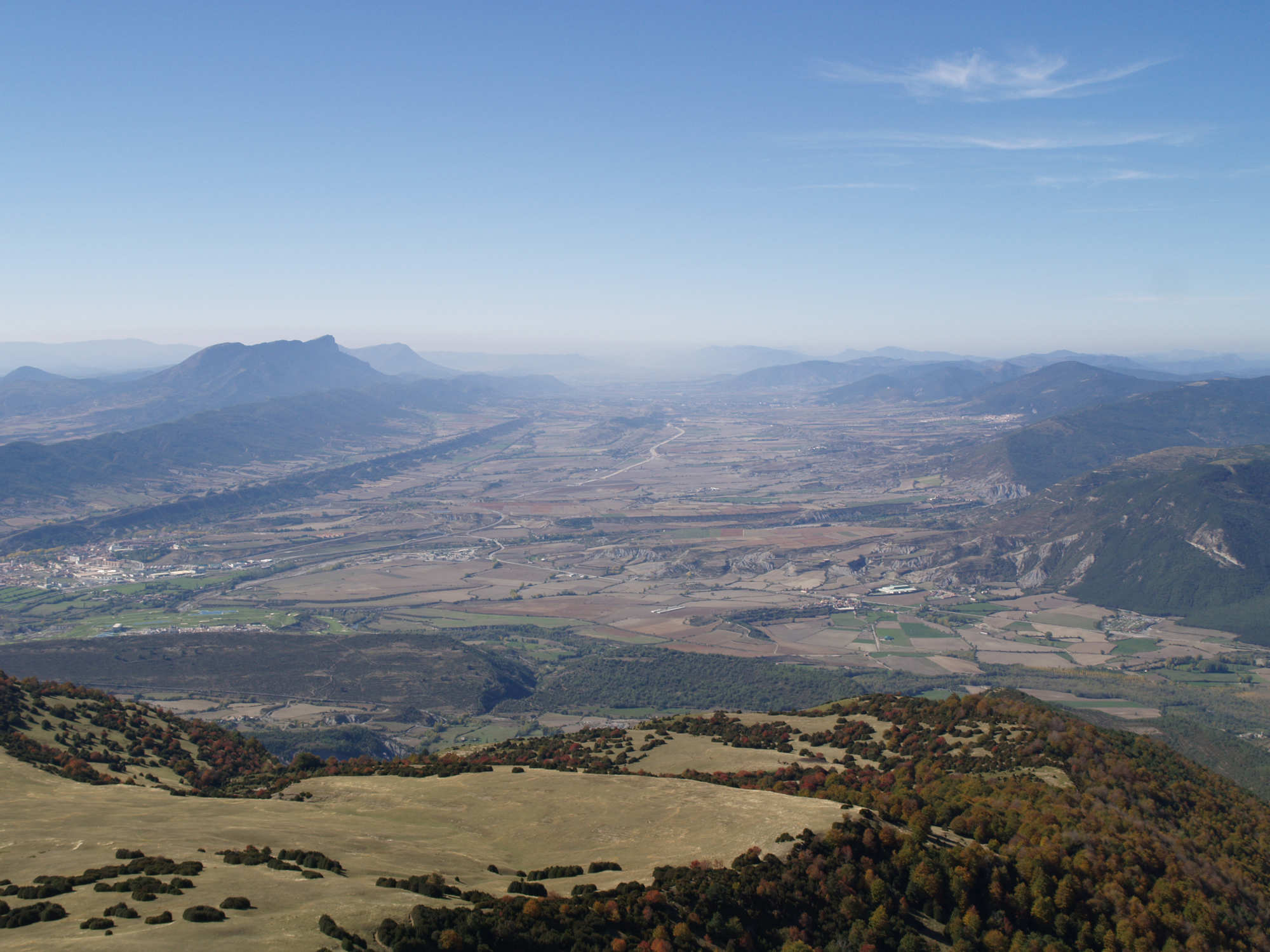
Fotografia del Canal de Berdún.

La Canal de Berdún és una depressió orogràfica del Prepirineu que es troba entre Jaca i Esa.

## Descripció
La Canal de Berdún és recorreguda pel Riu Aragó d'est a oest. El municipi del mateix nom Canal de Berdún es troba a aquesta depressió.
S'estén paral·lelament a la Serralada Pirinenca i separa les serres exteriors de Santo Domingo i de Sant Joan de la Penya, paral·leles als Pirineus, de serres interiors com la Serra de Leire i d'altres de perpendiculars a l'eix pirineenc, com la Serra dels Dos Rius i la Serra de Luesia.
Un ramal del Camí de Sant Jaume passa per aquesta Vall.